# Mailto
Mailto là một phương pháp truy cập (scheme) URI cho địa chỉ thư điện tử. Nó được dùng để tạo một siêu liên kết trên trang mạng để cho phép người dùng gửi một thư điện tử tới một địa chỉ nào đó mà không cần phải cắt và dán vào một lá thư sau khi cho chạy một E-mail client. Nó bắt đầu được định nghĩa trong Request for Comments (RFC) 2368, công bố trong tháng 7 năm 1998, và được cải thiện trong RFC 6068, công bố vào tháng 10 năm 2010.

## Thí dụ
Dùng "mailto" trong một tài liệu HTML để tạo ra một liên kết để gởi thư điện tử:
```
<
a
 
href
=
"mailto:someone@example.com"
>
Send email
</
a
>

```

Cũng có thể tạo ra nhiều địa chỉ:
```
<
a
 
href
=
"mailto:someone@example.com,someoneelse@example.com"
>
Send email
</
a
>

```

Địa chỉ cũng có thể để trống:
```
<
a
 
href
=
"mailto:?to=&subject=mailto%20with%20examples&body=http://en.wikipedia.org/wiki/Mailto"
>
Chia sẻ kiến thức này với...
</
a
>

```